# فرانک باتلر
فرانک باتلر (انگلیسی: Frank Butler; ۱۸ فوریهٔ ۱۹۲۸ – ۲۴ ژوئیهٔ ۱۹۸۴) موسیقی‌دان اهل ایالات متحده آمریکا بود.